# 馬斯基穹
85°58′S 144°0′W / 85.967°S 144.000°W
馬斯基穹（英語：Maaske Dome）是南極洲的穹丘，位於瑪麗伯德地，處於加利福尼亞高原北部，長4公里，美國地質調查局根據測量和美國海軍拍攝的空中照片繪入地圖，現時由南極條約體系管理。